# Richard Orr Newton
Pour les articles homonymes, voir Richard Newton et Newton.
Richard Orr Newton (14 mai 1905-14 février 1963) est un homme politique canadien de la Colombie-Britannique. Il est député provincial créditiste de la circonscription britanno-colombienne de Columbia d'avril à octobre 1952 et de 1953 jusqu'à son décès 1963.
Buckham meurt en fonction à Invermere en février 1963 à l'âge de 57 ans.